# Alameda (métro de Lisbonne)
Pour les articles homonymes, voir Alameda.
Alameda est une station du métro de Lisbonne sur la ligne verte et la ligne rouge. L'Instituto Superior Técnico se trouve à proximité.